# دون كاسل
دون كاسل (بالإنجليزية: Don Castle)‏ هو لاعب كرة قاعدة أمريكي، ولد في 1 فبراير 1950 في كوكومو في الولايات المتحدة.

## وصلات خارجية
- دون كاسل على موقعبيزبول رفرنس.كوم (الدوري الرئيسي) (الإنجليزية)
- دون كاسل على موقعبيزبول رفرنس.كوم (الدوري الثانوي) (الإنجليزية)